# Johan Niclas Jedeur
Johan Niclas Jedeur, född den 20 december 1789 i Västerås, död den 26 september 1860 i Göteborg, var en svensk överfältläkare.

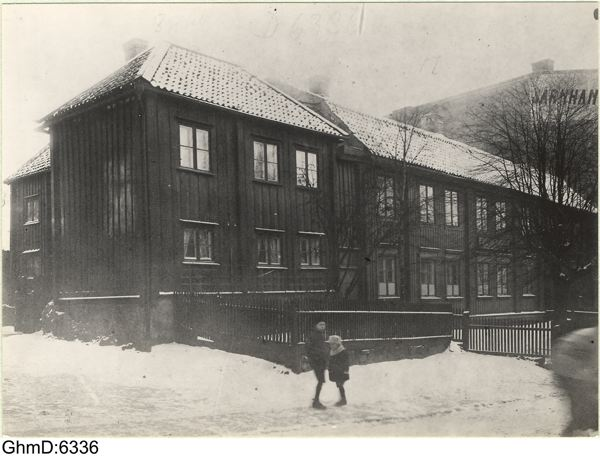
Barn vid Jedeurska huset på Allmänna Vägen 2 i Majorna vintern 1914. Foto från Göteborgs stadsmuseum.

Jedeur började studera vid Uppsala universitet år 1808 och blev filosofie doktor där år 1812 och medicine doktor år 1817. Han blev tillförordnad regementsläkare vid Göta artilleriregemente år 1815 och var regementsläkare vid Arméns flottas Göteborgseskader under åren 1816–1844 och utnämndes till överfältläkare n.h.o.v. år 1844.
Jedeur deltog i fälttågen 1812–1814. Han ledde arbetet mot Koleraepidemin år 1834 i det svårt drabbade Majorna och blev själv smittad, men tillfrisknade. Han valdes till Läkaresällskapets ordförande och blev även riddare av Nordstjärneorden. Under åren 1835–43 var han ordförande mästare i Göta Par Bricole.
Niclas Jedeur var ägare till Jedeurska huset intill Jedeurska trädgården i stadsdelen Majorna i Göteborg. Nästan mitt emot hans hus på Allmänna vägen, låg Carlgrenska skolan som fungerade som epidemisjukhus under kolerautbrottet 1834.